# Montastraea
Montastraea  é um género de cnidários pertencentes à ordem Scleractinia, família Faviidae.

## Espécies
- Montastraea annularis Ellis & Solander, 1786
- Montastraea annuligera Milne-Edwards & Haime, 1849
- Montastraea cavernosa Linnaeus, 1767
- Montastraea curta Dana, 1846
- Montastraea faveolata Ellis & Solander, 1786
- Montastraea franksi Gregory, 1895
- Montastraea magnistellata Chevalier, 1971
- Montastraea multipunctata Hodgson, 1985
- Montastraea valenciennesi Milne-Edwards & Haime, 1848